# 谢拉维斯塔 (亚利桑那州)
谢拉维斯塔（英文：Sierra Vista），是美国亚利桑那州科奇斯县下属的一座城市。面积约为152.54平方英里（约合395.1平方公里）。根据2010年美国人口普查，该市有人口43,888人，人口密度为288.2/平方英里。